# Ville de Lucerne

Postkarte, ca. 1910

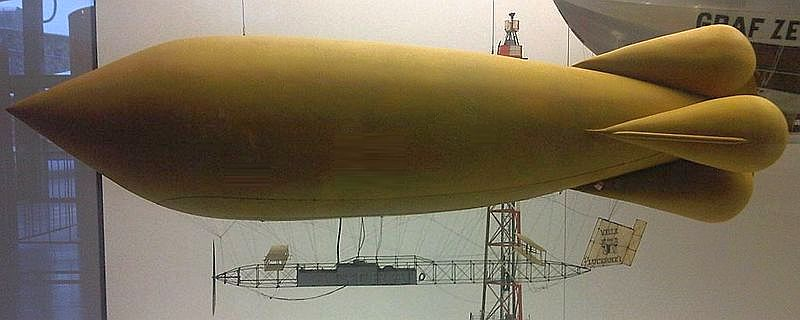
Modell des Luftschiffs Ville de Lucerne, ausgestellt im Verkehrshaus der Schweiz in Luzern.

Die Ville de Lucerne war ein Luftschiff, das von 1910 bis 1912 in Luzern in der Schweiz für Passagierrundflüge im Einsatz war. Für den Betrieb wurde als erstes solches Bauwerk in der Schweiz die Luftschiffhalle im Tribschenmoos gebaut.

## Geschichte
Die Luftfahrt hat in Luzern Tradition, denn schon 1784 hatten zwei Vertreter des gebildeten Ancien Régime, Franz Plazid de Schumacher und sein Sohn Franz Xaver, Ballonversuche mit Lebewesen über der Luzerner Seebucht durchgeführt. Als eine der verwendeten Montgolfièren brennend abstürzte, erliess die Regierung noch im selben Jahr ein allgemeines Flugverbot über Luzern.
Die Ville de Lucerne wurde 1909 unter der Typbezeichnung Astra I von der Astra Société de Construction Aéronautique in Billancourt, Frankreich gebaut. Ab 2. April 1910 war das Luftschiff unter dem Namen Ville de Pau (Transaérienne I) in Pau (Frankreich) im Einsatz. Schon nach einem Monat wurde es nach Luzern verlegt, wo es im Juli 1910 seinen Namen Ville de Lucerne (auch Ville de Lucerne I oder Transaérienne II) erhielt. 
Betreiber des Luftschiffs in Pau wie auch in Luzern war die Firma Compagnie Générale Transaérienne (Paris). Das Luftschiff legte in den Jahren 1909 bis 1911 bei insgesamt 273 Aufstiegen 7990 km zurück und beförderte 2590 Passagiere.

### Einsatz in Luzern
Luzerner Hoteliers wollten 1909 die Attraktivität ihrer Stadt für Gäste der High Society erhöhen und stiegen daher ins Fluggeschäft ein. Es wurde das erste Lufttransportunternehmen der Schweiz, die Genossenschaft Aero Luzern gegründet, die 1910 mit der Pariser Compagnie Générale Transaérienne einen Vertrag abschloss. Während die Franzosen das Luftschiff bereitstellten, bauten die Luzerner die Infrastruktur am Boden. Im Tribschenmoos, zwei Kilometer südlich der Stadtmitte, wurde im sumpfigen Tribschenmoos am Fusse des Wartegghügels die Luftschiffhalle Luzern erbaut, mit 96 Metern Länge und 46 Metern Breite, dahinter eine Gasfabrik zur Versorgung des Luftschiffs mit Wasserstoffgas. Diese Anlagen kosteten etwa 220'000 Franken. Massgeblich beteiligt an dem Geschäft war der Luzerner Geschäftsmann Josef Willmann. Ursprünglich war sogar der Betrieb von zwei Luftschiffen vorgesehen gewesen.
Am 24. Juli 1910 wurde diese erste Schweizer Luftschiffstation eröffnet. Beobachtet von zahlreichen Zuschauern und begleitet von den Klängen der Nationalhymne flog die «Ville de Lucerne» für 20 Minuten. Die Neue Zürcher Zeitung schilderte damals die Szene: «Der Motor donnerte in Vollakkorden los, der Propeller begann seinen rasenden Tanz, und siegreich stieg das Luftschiff empor.»
Ein 20-minütiger Flug mit der Ville de Lucerne kostete 100 Franken, eine Fahrt zur Rigi oder zum Pilatus 200 Franken. Bei gutem Wetter wurde täglich eine Rundfahrt angeboten, zu Spitzenzeiten auch bis zu fünf Fahrten am Tag mit insgesamt 48 Passagieren. In der ersten Sommersaison wurden 66 Fahrten mit total 235 Passagieren durchgeführt. Eine Fahrt führte nach Zürich-Wollishofen und zurück.
1911 wurde von Pannen des Luftschiffs geredet, 1912 stellte die Aero Luzern die jederzeit defizitären Fahrten ein. Stattdessen wurden bis zum Ausbruch des Ersten Weltkriegs Rundflüge mit Wasserflugzeugen angeboten, die im Luzerner Seebecken starteten.

### Spätere Verwendung der Hallen
Ab 1911 durfte der Luzerner Fussballclub die Halle als Umkleideraum nutzen. Der Platz daneben sollte ein Fussballfeld werden, was jedoch aufgrund des sumpfigen Untergrunds schwierig war. Während des Ersten Weltkriegs wurde die Luftschiffhalle vom Militärdepartement als Strohlager verwendet. Um 1920 wurde die Luftschiffhalle Tribschen als Eisfeld genutzt. Die Halle wechselte 1921 für 10'000 Franken den Besitzer und wurde zwei Jahre später abgerissen. Heute befinden sich an der Stelle Sportanlagen und daneben eine Eissporthalle.

Spätere Verwendung der Luftschiffhalle als Strohlager
Anlieferung des Strohs mit Eisenbahnwagen
Auch in einer weiteren Halle wurde Stroh eingelagert

## Technische Daten
Die Ville de Lucerne war als Prallluftschiff (auch Blimp genannt) konstruiert, das im Gegensatz zu den Starrluftschiffen wie dem bekannten Zeppelin kein tragendes Gerüst besitzt. Das Luftschiff war 60 Meter lang, hatte einen Durchmesser von 12,5 Meter und ein Volumen von 4475 m³. Es hatte einen Motor der Marke Clément-Bayard mit 100 PS und erreichte damit eine Geschwindigkeit von 43 km/h. Neben den fünf Mann Besatzung konnten acht Fahrgäste transportiert werden.
Ursprünglich war das Luftschiff nur 55 m lang und hatte ein Volumen von 3500 m³. Für den Einsatz im höher gelegenen Luzern wurde die Gashülle vergrössert, um auch bei geringerem Luftdruck genügend Auftrieb zu erreichen.

## Trivia
Im Verkehrshaus der Schweiz in Luzern ist neben diversen Dokumenten und Fotos ein Modell des Luftschiffs im Massstab 1:40 ausgestellt.
Die Schweizerische Post gab am 13. Februar 1975 unter dem Titel Luft- und Raumfahrt im Verkehrshaus Luzern eine Sonderpostmarke zu 90 Rappen heraus, die die Ville de Lucerne zeigt (Michel Nr.: 1049).